# Hreidmar
Hreidmar, Hreithmar of Rodmar is een figuur uit de Noordse mythologie. Hij is de vader van de zonen Regin, Otter en Fafnir en de dochters Lyngheid en Lofnheid. In sommige verhalen was Hreidmar een krachtig man, grondig bedreven in de zwarte magie, in andere koning der dwergen. 
In hoofdstuk veertien van de Völsunga-saga beschrijft Regin zijn vader als een machtig en rijk man. Hij vertelt hoe Hreidmar de Æsir Odin, Loki en Hœnir gevangenneemt, omdat zij zijn zoon Otter gestroopt hadden. Dat gebeurde wel onopzettelijk, want de drie goden wisten niet dat Otter zich overdag transformeerde in een otter. Om zich vrij te kopen, moesten de drie van Hreidmar genoeg goud brengen om de binnen- en buitenkant te vullen van Otters huid. Loki werd gestuurd en stal de schat van de dwerg Andvari. Maar Andvari had zijn goud vervloekt en hebzucht nam bezit van Hreidmar en zijn gezin. Regin en Fafnir eisten een deel op van de schat als compensatie voor de dood van hun broer, maar Hreidmar weigerde één cent ervan af te staan. Fafnir vermoordde zijn vader door hem neer te steken met zijn zwaard, en joeg Regin weg.
Vóór zijn overlijden riep Hreidmar zijn dochters Lyngheid en Lofnheid bij zich. Lyngheid gaf hij de opdracht een dochter te baren en haar uit te huwelijken om een zoon te krijgen. Die zou haar leed wreken. Lyngheid huwde Eylimi en hun dochter was Hjördis. Zij huwde Sigmund, de zoon van Völsung en kreeg zijn kind, Sigurd. Sigurd zou zowel Fafnir als Regin doden en van hun bloed drinken. Fafnirs schat kwam zo in Sigurds handen.
De Britse geschiedkundige Helene A. Guerber noemde Hreidmar al hebzuchtig vóór het hele verhaal met Andvari's goud. Zo liet hij zijn zoon Regin een huis bouwen omlijnd met glitterend goud en flitsende edelstenen. Met zijn "woeste ogen" en met Aegirs helm op was het Fafnirs taak het huis te bewaken, zodat niemand  in de buurt durfde te komen.

## Voetnoten
1. ↑  "He was a mighty man, and thoroughly skilled in the black art." Anderson R.B. (1906) Northvegr: Prose Edda, overgezet door Myer A.
2. ↑  Hoofdstuk XIV: Regins verhaal van zijn Broers, en van het Goud genaamd Andvari's Schat, uit de Völsunga Saga, een heldenlied uit de Poëtische Edda.
3. ↑  Guerber H.A. (1895) Myths of Northern Lands Londen: George G. Harrap and Co. Ltd., p. 240.